# Mélinda Jacques-Szabó
Mélinda Jacques-Szabó; wcześniej Mélinda Szabó (ur. 13 października 1971 w Karcag) – urodzona na Węgrzech, była piłkarka ręczna, rozgrywająca. Do 1998 r. reprezentantka Węgier. W 2000 r. po raz pierwszy zadebiutowała w kadrze Francji.
Mistrzyni Świata 2003. Karierę sportową zakończyła w 2005 r.

## Sukcesy
- 2002:  brązowy medal mistrzostw Europy
- 2003:  mistrzostwo Świata

## Nagrody indywidualne
- 2000: najlepsza lewa rozgrywająca mistrzostw Europy